# الحناكية
الحناكية هي مدينة سعودية والمركز الإداري لمحافظة الحناكية التابعة لمنطقة المدينة المنورة، بالمملكة العربية السعودية.